# بمانونگا
بمانونگا (به لاتین: Bemanonga) یک منطقهٔ مسکونی در ماداگاسکار است که در منابه واقع شده‌است. بمانونگا ۲۲٬۰۰۰ نفر جمعیت دارد و ۱۰ متر بالاتر از سطح دریا واقع شده‌است.